# Удодообразные
Удодообра́зные (лат. Upupiformes) — ранее выделяемый отряд новонёбных птиц.
В отряд включали 2 семейства: удодовые (Upupidae) и древесные удоды (Phoeniculidae).
Выделен из отряда ракшеобразных (Coraciiformes). Согласно классификации Сибли — Алквиста не включает птиц-носорогов и рогатых воронов.
По данным Международного союза орнитологов, на октябрь 2020 года оба семейства удодообразных включены в отряд Bucerotiformes, в который также входят птицы-носороги и рогатые вороны.